# Ihor Voronkov
Ihor Serhijovyč Voronkov (in ucraino Ігор Сергійович Воронков?; Torec'k, 24 aprile 1981) è un ex calciatore ucraino, di ruolo centrocampista.

## Carriera
Ha giocato nella massima serie bielorussa.